# Vigliano d'Asti
Vigliano d'Asti là một đô thị ở tỉnh Asti vùng Piedmont thuộc Ý, nằm ở vị trí cách khoảng 50 km về phía đông nam của Torino và khoảng 8 km về phía đông nam của Asti. Tại thời điểm ngày 31 tháng 12 năm 2004, đô thị này có dân số 823 người và diện tích là 6,7 km².
Vigliano d'Asti giáp các đô thị: Asti, Isola d'Asti, Mongardino, Montegrosso d'Asti và Rocca d'Arazzo.